# Джеймс Монтегю Родс
 Монтегю Родс Джеймс (англ. Montague Rhodes James; нар. 1 серпня 1862, Кент — пом. 12 червня 1936, Ітон) —  англійський письменник, історик (фахівець з Середньовіччя), ректор Королівського коледжу в  Кембриджському університеті  (1905—1918 роки) та Ітоні (1918—1936 роки), в історію світової літератури увійшов як класик жанру «історія з привидом».

## Біографія
Монтегю Роудс Джеймс народився 1 серпня 1862 року в Гуднестоуні (Кент, Англія), дитинство провів у Саффолку, звідки родом були його батьки. Дія багатьох його оповідань («Свисни, і я з'явлюся тобі, мій хлопчик», «Пересторога допитливому», «Щура», «Вінєтка») відбувається в сільській місцевості Саффолку  або в стінах Кембриджу, де він також жив протягом багатьох років.
Джеймс полюбив літературу з раннього віку; проведення часу в бібліотеці він вважав кращим за спілкування з однолітками. Настільки ж замкнутий, «книжковий» спосіб життя він вів і в Ітоні і у Кембріджському Королівському коледжі, де отримав посаду асистента у відділі класичної археології при Музеї Фіцуільяма. Вже незабаром після захисту дисертації на тему «Апокаліпсис Св. Петра» (Apocalypse of St. Peter), він став деканом університету
Він помер в 1936 році і був похований в Ітоні на міському кладовищі.

## Наука
Історичні праці Джеймса з історії Середньовіччя були значимі, мають велике значення і користуються великою повагою в наукових колах. Його дослідження рукописів призвело до розкопок руїн абатства в Bury St Edmunds, Західний Суффолк, в 1902 році, де були могили кількох настоятелів дванадцятого століття згаданих Джоселіном де Brakelond (літописцем ХІІ ст.), рукописи якого були знову відкриті, будучи втраченими після знищення монастирів.
Його 1917 року видання латинською «Житія святого Етельберта, царя і мученика» і сьогодні залишається авторитетним. Він каталогізував багато рукописних бібліотек  Кембриджських коледжів.
Він написав наукову працю про давні апокаліптичні рукописи.
Він також переклав новозавітні апокрифи і сприяв виданню Біблійної енциклопедії (1903). Його здатність носити його навчання злегка проявляється в його Саффолк і Норфолк (Dent, 1930), в якому багато знань представлений в популярному і доступному вигляді, а в «Абатстві» (Great Western Railway, 1925).
Джеймс також багато чого досягнув під час його директорства музеєм Fitzwilliam в Кембриджі [1893—1908]. Йому вдалося виявити велику кількість важливих картин і рукописів, у тому числі відомих портретів Тіціана. Джеймс був проректором Ітонського коледжу з 1918 по 1936 роки.

## Погляди на літературу та політику
Джеймс дотримувався суворо традиційних поглядів на літературу. Окрім історій про привидів, він також любив читати твори Вільяма Шекспіра та детективи Агати Крісті. Він не полюбляв більшість сучасної літератури, різко критикуючи роботи Олдоса Гакслі, Літтона Стрейчі та Джеймса Джойса (якого він називав «шарлатаном» і «тою повією життя та мови»). Він також підтримав заборону роману Редкліфф Голл 1928 року про лесбійство «Колодязь самотності», заявивши: «Я вважаю, що книга міс Голл присвячена контролю над народжуваністю чи якійсь спорідненій темі, чи не так? Мені також важко повірити в те, що це гарний роман або те, що його придушення завдає будь-якої втрати для літератури». Друг Джеймса Артур Крістофер Бенсон вважав його «реакційнером» і «проти сучасності та прогресу».

## Наукові праці
- Apocrypha Anecdota. 1893—1897.
- A Descriptive Catalogue of the Manuscripts in the Fitzwilliam Museum. Cambridge University Press, 1895. Reissued by the publisher, 2009. ISBN 978-1-108-00396-4
- A Descriptive Catalogue of the Manuscripts in the Library of Jesus College. Clay and Sons, 1895. Reissued by Cambridge University Press, 2009. ISBN 978-1-108-00351-3
- A Descriptive Catalogue of the Manuscripts in the Library of Peterhouse. Cambridge University Press, 1899. Reissued by the publisher, 2009. ISBN 978-1-108-00307-0
- The Western Manuscripts in the Library of Emmanuel College. Cambridge University Press, 1904. Reissued by the publisher, 2009. ISBN 978-1-108-00308-7
- The Western Manuscripts in the Library of Trinity College. 4 vols. Cambridge University Press, 1904. Reissued by the publisher, 2009. ISBN 978-1-108-00288-2
- A Descriptive Catalogue of the Manuscripts in the Library of Pembroke College, Cambridge. Cambridge University Press, 1905. Reissued by the publisher, 2009. ISBN 978-1-108-00028-4
- A Descriptive Catalogue of the Manuscripts in the Library of Gonville and Caius College. 2 vols. Cambridge University Press, 1907. Reissued by the publisher, 2009; ISBN 978-1-108-00248-6
- A Descriptive Catalogue of the Manuscripts in the Library of Corpus Christi College, Cambridge. Cambridge University Press, 1912. Reissued by the publisher, 2009. ISBN 978-1-108-00485-5[12]
- A Descriptive Catalogue of the Manuscripts in the Library of St John's College, Cambridge. Cambridge University Press, 1913. Reissued by the publisher, 2009. ISBN 978-1-108-00310-0
- A Descriptive Catalogue of the McClean Collection of Manuscripts in the Fitzwilliam Museum. Cambridge University Press, 1913. Reissued by the publisher, 2009. ISBN 978-1-108-00309-4
- The Biblical Antiquities of Philo. 1917.
- Henry the Sixth: A Reprint of John Blacman's Memoir. 1919.
- The Wanderings and Homes of Manuscripts. 1919.
- The Lost Apocrypha of the Old Testament. 1920.
- A Descriptive Catalogue of the Library of Samuel Pepys. Sidgwick and Jackson, 1923. Reissued by Cambridge University Press, 2009. ISBN 978-1-108-00205-9
- The Apocryphal New Testament. 1924.
- Lists of manuscripts formerly in Peterborough Abbey library: with preface and identifications. Oxford University Press, 1926. Reissued by Cambridge University Press, 2010. ISBN 978-1-108-01135-8
- The Apocalypse in Art. Schweich Lectures for 1927.
- The Bestiary: Being a Reproduction in Full of the Manuscript Ii.4.26 in the University Library, Cambridge. Printed for the Roxburghe club, by John Johnson at the University Press, 1928.
- Descriptive Catalogues of the Manuscripts in the Libraries of Some Cambridge Colleges. Cambridge University Press, 2009. ISBN 978-1-108-00258-5
- New and Old at Cambridge' article on the Cambridge of 1882. 'Fifty Years', various contributors, Thornton Butterworth,1932

## Збірники розповідей
- Ghost Stories of an Antiquary (1904)
- More Ghost Stories (1911)
- A Thin Ghost and Others (1919)
- A Warning to the Curious and Other Ghost Stories (1925)
- Wailing Well (1928)
- The Collected Ghost Stories of M. R. James. 1931.
- Best Ghost Stories of M. R. James. 1944.
- The Ghost Stories of M. R. James. 1986. Selection by Michael Cox, including an excellent introduction with numerous photographs.
- Two Ghost Stories: A Centenary. 1993.
- The Fenstanton Witch and Others: M. R. James in Ghosts and Scholars. 1999.
- A Pleasing Terror: The Complete Supernatural Writings. 2001.
- Count Magnus and Other Ghost Stories. 2005. Edited, with an introduction and notes, by S. T. Joshi.
- The Haunted Dolls' House and Other Ghost Stories. 2006. Edited, with an introduction and notes, by S. T. Joshi.
- Curious Warnings: The Great Ghost Stories of M. R. James. 2012. Edited, reparagraphing the text for the modern reader, by Stephen Jones.

## Дорожні замітки
- Travel Abbeys (1926)
- Suffolk and Norfolk (1930)

## Дитяча література
- The Five Jars (1920)
- Forty-Two Stories, by Hans Christian Andersen (переклад і передмова М. Р. Джеймса, 1930)

## Касети з розповідями Джеймса
- Ghost Stories (Argo Records1982)
- More Ghost Stories (Argo Records1984)
- A Warning to the Curious (Argo Records1985)
- No. 13 and Other Ghost Stories (Argo Records1988)
- A Warning to the Curious and Other Tales (ISIS Audio Books: 4 касети, 6 розповідей, 1992)
- Ghost Stories of an Antiquary (ISIS Audio Books: 3 касети, 8 розповідей, 1992).